# Ржига, Милош
Ми́лош Ржи́га (чеш. Miloš Říha; 6 декабря 1958, Пршеров, Оломоуцкий край — 31 августа 2020, Прага) — чехословацкий хоккеист и чешский тренер по хоккею с шайбой.

## Биография
Будучи игроком, выступал за клубы «Пршеров» (1975—1978), «Дукла» Йиглава (1978—1980), «Витковице» (1980—1983, 1986—1987), «Готвальдов»; ныне «Злин») (1984—1986), «Брно» (1987—1988) и ХК «Годонин» (1988—1990). В высшем дивизионе чемпионата Чехословакии сыграл 9 сезонов, провёл 262 игры, в которых забросил 67 шайб.
Был выбран клубом НХЛ «Миннесота Норт Старз» в 10-м раунде драфта 1983 года под номером 196.
После завершения карьеры хоккеиста тренировал ХК «Годонин» (1990—1992), «Злин» (1992—1993, ассистент), «Оломоуц» (1993—1994, ассистент), ХК «Пршеров» (1994—1996), «Пардубице» (1996—1999, 2002—2004, 2006—2007), «Карловы Вары» (1999—2001), «Слован» Братислава (2001—2002, 2004—2005), российские «Химик» (2005—2006), «Спартак» (с декабря 2007 по октябрь 2010). После поражения «Спартака» от московского «Динамо» со счётом 1:5 7 октября 2010 года был уволен. Через неделю принял предложение от мытищинского клуба «Атлант», в котором ранее уже был тренером. В сезоне 2010/11 «Атлант» завоевал серебряные медали. 4 мая 2011 года был назначен главным тренером петербургского СКА. 25 ноября 2012 года после матча c «Витязем» (4:3) был уволен (в это время под его руководством команда занимала первое место в КХЛ, единственная в лиге на тот момент забросила больше 100 шайб, проиграла в ноябре в одном матче из семи).
18 сентября 2013 года был назначен главным тренером омского «Авангарда», контракт был рассчитан до мая 2015 года. 11 марта 2014 года покинул пост «по обоюдному согласию сторон» после невыхода клуба в плей-офф.

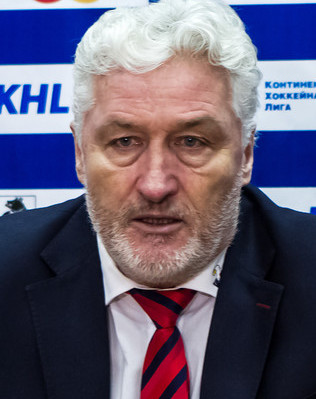
2016 год

2 июля 2015 года возглавил ХК «Слован» из КХЛ. 6 октября 2017 года покинул пост.
После ухода Йозефа Яндача, летом 2018 года был назначен главным тренером сборной Чехии. На чемпионате мира 2019 года в Словакии чехи были близки к первым с 2012 года медалям, но в матче за третье место уступили по буллитам сборной России (2:3), хотя перебросали соперника со счётом 50-31.
18 августа 2020 года стало известно, что 61-летний Ржига был госпитализирован в Институт клинической и экспериментальной медицины в Праге. Сообщалось, что в последние несколько недель его состояние здоровья резко ухудшилось, однако конкретная причина госпитализации не раскрывалась. 31 августа Ржига скончался. По сообщению «Спорт-Экспресса», причиной смерти стал варикоз, перетёкший в тромбофлебит, а незадолго до смерти Ржига перенёс коронавирус.

## Статистика (главный тренер)
(данные до 2004 г. не приведены)
Последнее обновление: 05 апреля 2017 года
| Команда             | Турнир-сезон      | Регулярный сезон | Регулярный сезон | Регулярный сезон | Регулярный сезон | Регулярный сезон | Регулярный сезон | Регулярный сезон | Регулярный сезон    | Плей-офф     | Плей-офф     | Плей-офф              |
| Команда             | Турнир-сезон      | И                | В                | ВО/ВБ            | Н                | ПО/ПБ            | П                | О                | Результат           | В            | П            | Результат             |
| ------------------- | ----------------- | ---------------- | ---------------- | ---------------- | ---------------- | ---------------- | ---------------- | ---------------- | ------------------- | ------------ | ------------ | --------------------- |
| Слован              | С-ЭЛ 2004-05      | 54               | 34               | 0                | 5                | 2                | 13               | 107              | 2 место             | 12           | 7            | 1 место               |
| Химик МО            | РСЛ 2005-06       | 51               | 22               | 5                | 8                | 0                | 16               | 84               | 6 место             | 4            | 5            | Вылетели в 1/4 финала |
| ХК Пардубице        | Ч-ЭЛ 2006-07      | 52               | 29               | 1                | -                | 3                | 19               | 92               | 2 место             | 10           | 8            | Проиграли в финале    |
| Спартак Москва      | РСЛ 2007-08       | 23               | 12               | 1                | -                | 3                | 7                | 41               | 11 место            | 2            | 3            | Вылетели в 1/8 финала |
| Спартак Москва      | КХЛ 2008-09       | 56               | 26               | 6                | -                | 3                | 21               | 93               | 9 место             | 3            | 3            | Вылетели в 1/4 финала |
| Спартак Москва      | КХЛ 2009-10       | 56               | 24               | 8                | -                | 4                | 20               | 92               | 6-е на Западе       | 5            | 5            | Вылетели в 1/4 финала |
| Спартак Москва      | КХЛ 2010-11       | 12               | 3                | 0                | -                | 2                | 7                | 11               | уволен              | -            | -            | -                     |
| Атлант              | КХЛ 2010-11       | 41               | 18               | 10               | -                | 2                | 11               | 76               | 4-е на Западе       | 13           | 11           | 2-е место             |
| СКА Санкт-Петербург | КХЛ 2011-12       | 54               | 32               | 6                | -                | 5                | 11               | 113              | 1-е на Западе       | 8            | 7            | Вылетели в 1/2 финала |
| СКА Санкт-Петербург | КХЛ 2012-13       | 28               | 19               | 1                | -                | 6                | 2                | 61               | уволен (1-е в лиге) | -            | -            | -                     |
| Слован              | КХЛ 2015-16       | 60               | 21               | 11               | -                | 4                | 24               | 89               | 8-е на Западе       | 0            | 4            | Вылетели в 1/8 финала |
| Слован              | КХЛ 2016-17       | 60               | 22               | 7                | -                | 5                | 26               | 85               | 10-е на Западе      | не пробились | не пробились | не пробились          |
| Слован              | КХЛ 2017-18       | 18               | 4                | 1                | -                | 2                | 9                | 18               | уволен              | -            | -            | -                     |
| Всего в РСЛ / КХЛ   | Всего в РСЛ / КХЛ | 459              | 203              | 56               | 8                | 32               | 213              | 763              | -                   | 35           | 39           | -                     |

## Достижения и награды

### Игрок
- Чемпион Чехословакии — 1981

### Тренер
- Чемпион Словакии — 2002 и 2005
- Серебряный призёр Чемпионата КХЛ — 2010/2011
- Серебряный призёр Чешской Экстралиги — 2003 и 2007